# Ligne Tosa Kuroshio Nakamura
La ligne Tosa Kuroshio Tetsudō Nakamura (土佐くろしお鉄道中村線, Tosa Kuroshio Tetsudō Nakamura-sen) est une ligne de train japonaise exploitée par la société semi-publique Tosa Kuroshio Railway opérant dans l'agglomération de Shimanto en passant par Kuroshio. La ligne se trouve entièrement dans la préfecture de Kōchi.

## Histoire
En 1963, la première partie de la ligne entre la gare de Kubokawa et la gare de Tosa-Saga est ouverte par la Japanese National Railways. En 1970, la section restante reliant la ligne à la gare de Nakamura est à son tour ouverte. Le transport de fret cesse sur cette ligne en 1984. En avril 1987, la gestion de la ligne est transférée pour une courte durée à la société JR Shikoku. Le 1er avril 1988, la gestion de la ligne est transférée à la société Tosa Kuroshio Railway. Avec l’ouverture en 1997 de la ligne Tosa Kuroshio Sukumo, la vitesse maximale sur la ligne fut élevé à 110 km/h (qui reste aujourd'hui la vitesse maximale sur une partie de la ligne) au lieu de 85 km/h.

## Caractéristiques

### Ligne
La ligne exploitée par la Tosa Kuroshio Railway, d'une longueur de 43,0 km, comprend 15 gares entre Kubokawa et Nakamura avec une distance moyenne de 3,07 km entre chaque gare. La ligne est totalement non électrifiée à écartement étroit et à voie unique. La ligne est symbolisée par la couleur  et les gares par la marque TK.
- La vitesse maximale est de 110 km/h entre la gare de Kubokawa et la gare de Tosa-Saga, elle passe à 120 km/h entre Tosa-Saga et Nakamura.
- La pente maximale le long de la ligne est de 23 ‰ entre l'aiguillage Kawaoku et la gare de Kaina

### Liste des gares
| Gare                              | Numéro de gare | Distance entre chaque gare | Distance depuis Kubokawa | Correspondance           | Localisation     | Localisation        |
| --------------------------------- | -------------- | -------------------------- | ------------------------ | ------------------------ | ---------------- | ------------------- |
| Kubokawa 『窪川』                 | K26            | -                          | 4,4                      | JR Shikoku : Ligne Dosan | Shimanto (bourg) | Préfecture de Kōchi |
| Kubokawa 『窪川』                 | TK26           | -                          | 4,4                      |                          | Shimanto (bourg) | Préfecture de Kōchi |
| Wakai 『川若井』                  | TK27           | 4,4                        | 0                        | JR Shikoku : Ligne Yodo  | Shimanto (bourg) | Préfecture de Kōchi |
| Aiguillage Kawaoku 『川奥信号場』 |                | -                          | 8                        |                          | Kuroshio         | Préfecture de Kōchi |
| Kaina 『荷稲』                    | TK28           | 9,4                        | 13,8                     |                          | Kuroshio         | Préfecture de Kōchi |
| Iyoki 『伊与喜』                  | TK29           | 4,3                        | 18,1                     |                          | Kuroshio         | Préfecture de Kōchi |
| Tosa-Saga 『土佐佐賀』            | TK30           | 2,7                        | 20,8                     |                          | Kuroshio         | Préfecture de Kōchi |
| Saga-Kōen 『佐賀公園』            | TK31           | 2,1                        | 22,9                     |                          | Kuroshio         | Préfecture de Kōchi |
| Tosa-Shirahama 『土佐白浜』       | TK32           | 1,2                        | 24,1                     |                          | Kuroshio         | Préfecture de Kōchi |
| Ariigawa 『有井川』               | TK33           | 3,5                        | 27,6                     |                          | Kuroshio         | Préfecture de Kōchi |
| Tosa-Kamikawaguchi 『土佐上川口』 | TK34           | 1,6                        | 29,2                     |                          | Kuroshio         | Préfecture de Kōchi |
| Uminoōmukae 『海の王迎』          | TK35           | 0,9                        | 30,1                     |                          | Kuroshio         | Préfecture de Kōchi |
| Ukibuchi 『浮鞭』                 | TK36           | 1,6                        | 31,7                     |                          | Kuroshio         | Préfecture de Kōchi |
| Tosa-Irino 『土佐入野』           | TK37           | 2,6                        | 34,3                     |                          | Kuroshio         | Préfecture de Kōchi |
| Nishi-Ōgata 『西大方』            | TK38           | 2,9                        | 37,2                     |                          | Kuroshio         | Préfecture de Kōchi |
| Kotsuka 『古津賀』                | TK39           | 3,7                        | 40,9                     |                          | Shimanto         | Préfecture de Kōchi |
| Nakamura 『中村』                 | TK40           | 2,1                        | 43,0                     | TKR : Ligne Sukumo       | Shimanto         | Préfecture de Kōchi |

## Matériel roulant

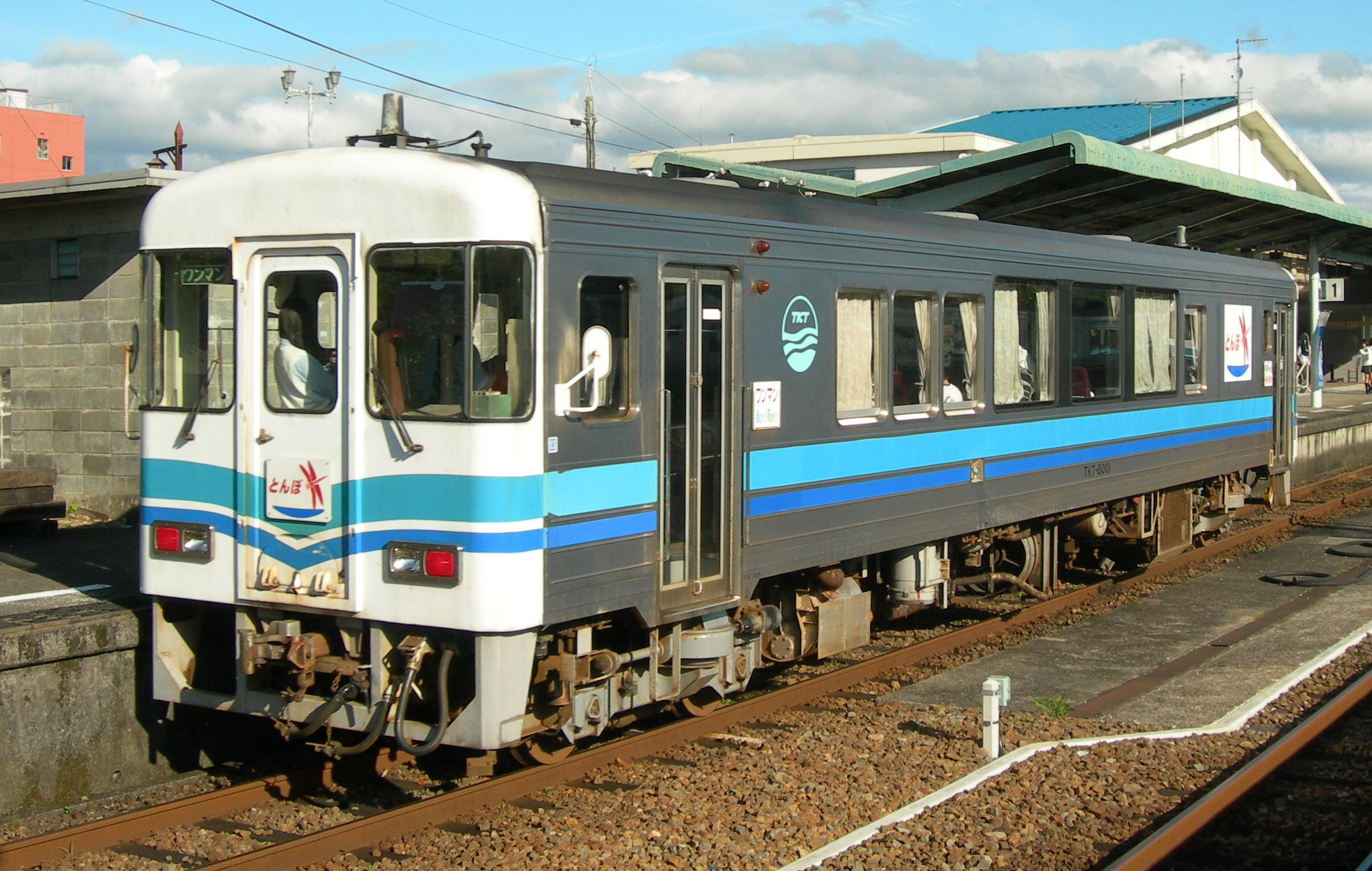
Autorail série TKT 8000
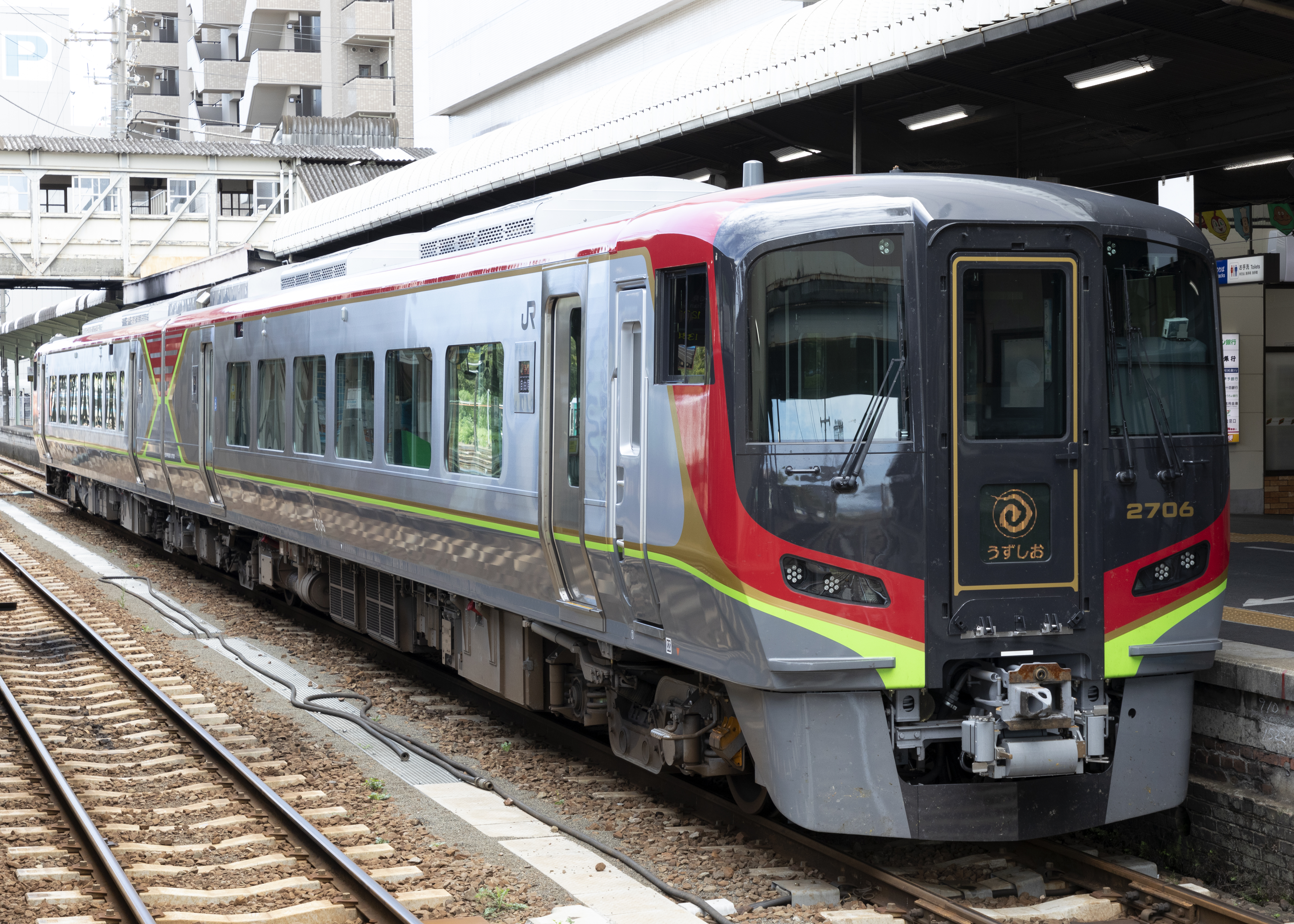
Rame JR Shikoku série 2700